# Domain (Vulkan)
Domain ist ein Vulkan im Auckland Volcanic Field in Auckland auf der Nordinsel von Neuseeland. Er befindet sich in Auckland Domain, einem der ältestem öffentlichen Parks von Auckland. In der Nähe befindet sich das Auckland War Memorial Museum und der Wintergarten.
Er ist einer der ältesten Vulkane des Aucklandfeldes und besteht aus einem großen Explosionskrater, der von einem Tuffring umgeben ist. Ein kleiner Schlackekegel, Pukekaroro, befindet sich im Zentrum des Kraters.  Der durch zahlreiche explosive Eruptionen aufgeschüttete Tuffring besteht aus einer Mischung von Vulkanasche, Lapilli und Bruchstücken des aus Sandstein bestehenden Grundgesteines.
Die Eruptionen erfolgten in geologischem Maßstab kurz nach der Aktivitätsphase des benachbarten Grafton Volcano, dabei wurden die östlichen Teile des Grafton Volcano zerstört und der Rest verschüttet.
Ursprünglich war der Krater mit einem Lavasee gefüllt. Die Westhälfte kollabierte etwas und wurde zu einem Süßwassersee, der versumpfte und sich langsam mit Sediment füllte. Die Europäer legten ihn endgültig trocken, um Platz für Sportplätze und Parkland zu schaffen. Mit dem Abfluss aus der Drainage des Kraters werden die Ententeiche des Parks gespeist.